# Trnjani (Bośnia i Hercegowina)
Trnjani (cyr. Трњани) – wieś w Bośni i Hercegowinie, w Republice Serbskiej, w mieście Doboj. W 2013 roku liczyła 609 mieszkańców.